# 時空永恆的愛戀
是一部2015年美國史詩式愛情奇幻電影，由李·托蘭德·克萊格執導、J·米爾斯·古洛及薩爾瓦多·帕克斯維茲編劇，由布蕾克·萊芙莉、麥可·俞斯曼、凯茜·贝克、阿曼達·克魯、哈里遜·福特及艾倫·鮑絲汀領銜主演。

## 劇情
電影開始時，愛德琳·鮑曼（布蕾克·萊芙莉 飾）在舊金山的寓所內購買假身份證。她回家時，她的小狗迎接她。在她活著的107年裡，她重覆的飼養同一品種的狗，她跟小狗說她在市中心檔案庫辦公室的工作快要遲到了。在工作期間，她因為整理數碼化的資料而打開一個錄影捲軸，並解釋她一生的生活情況。
她生於1908年的元旦日，已婚，育有一個孩子，因工程師的丈夫意外死去而成為寡婦。1937年的一個晚上，當年29歲的她開車到索諾瑪縣的父母家時遇到一場無法解釋的雪。她因此遇到交通意外，整輛車跌進海中，冰冷的海水和缺氧狀況使她心跳停止，但雷擊讓她起死回生，更讓她長青不老，永遠保持在29歲的身體狀態。她曾經尋求各種方法也不能解釋到她的情況。隨著她的女兒弗萊明（艾倫·鮑絲汀 飾）的年齡增長，這很明顯說明愛德琳並沒有隨年齡老去。有一晚，她被警察截查，因身分證指她生於40年代末。
不久後的一晚，愛德琳在回家的路上遇到兩名FBI探員把她拉上車並準備帶她上飛機，她逃脫了並決定飄泊流離的生活，她向弗萊明解釋，二人並由衷的告別。在目前，她在銀行帳戶增加了一名聯署人，並回想自己開立銀行帳戶時的情況。她投資在施樂公司，得到的回報也很好。她打算於不久後離開並搬到俄勒岡州。除夕夜，二人參加了派對，愛德琳以珍妮這假名認識了埃利斯·瓊斯（麥可·俞斯曼 飾），倆人於電梯裡調情後，他指希望送她花，但沒有她的地址。上班的第二天，她的同事指一個慷慨的捐助人正要捐些書來。埃利斯帶來的書有花的名字，但珍妮（愛德琳）拒絕他的邀約。然後他說若她拒絕他的約會，他會撤回捐贈的計劃。在二人的約會，他們造訪了埋下舊金山舊船的隧道，那正是愛德琳丈夫葬身的地方，然而埃利斯並不知道她的往事。
珍妮（愛德琳）後來答應埃利斯第二次約會的邀請，她來到埃利斯的寓所，二人共度了一個晚上。愛德琳回想自己的愛情，她在計程車裡看著坐在公園長椅上的一個男子，撥弄著他正準備求婚的訂婚戒指。愛德琳感到害怕，於是叫司機把車駛離。今天，她忽略了埃利斯的來電，當他出現在她的家門前，她把他推開，然後她翻看舊照片，她改變了主意，並到埃利斯工作的地方跟他道歉，後來他們倆到駕車在電影院約會。埃利斯問她會否參加他父母的結婚40週年派對，她答應出席。當他們在埃利斯家的路上，二人遇到琪琪（阿曼達·克魯 飾），埃利斯的妹妹，他們三人便一起回家。來到埃利斯家，威廉·瓊斯（哈里遜·福特 飾）和 凱西（凯茜·贝克 飾）迎接他們，他見到珍妮時把她稱作愛德琳，珍妮稱愛德琳是她的母親。他動搖了，並說母女二人的樣子「非常接近」。
愛德琳的回想解釋了他們怎樣相識，她在英國的小路上遇上汽車故障，而威廉是一名軍人正在外地學習醫學。他們二人一起回到美國，她勸威廉應依著自己的夢想向天文學發展，而不是醫學。他是第一個拿著求婚戒指的人。當晚，他們一起玩冷知識遊戲，愛德琳假裝不知道答案，但從埃利斯之後，她大獲全勝。家人開玩笑說他們不知道哪件事會最早發生：威廉在冷知識的輸敗、黛拉的到來（以愛德琳的綽號而命名的一顆流星，威廉預測會來）。
派對當日，威廉和珍妮（愛德琳）傾談間發現她手上的傷痕是他年輕的時候遠足時縫合過的，他意識到珍妮就是愛德琳，也意識到年輕時自己被愛德琳遺下在公園的長椅上，是因為她不會老去。威廉請求她不要一走了之，但她說自己不知道怎去（面對）。她留下一張字條給埃利斯，執拾並離開了。愛德琳駕車到樹林時，她停車並打電話給女兒弗萊明，告訴她決定不會再飄泊流離。當愛德琳把車掉頭時，一輛拖車把她撞出車外，那拖車事後不顧而去，任由她的生命正逐漸步向死亡。
在1978年，一顆流星撞擊月球，掀起了一連串的事件，包括在78年前於索諾瑪縣的飄雪。在冰點的溫度與無助之下，愛德琳再次面臨死亡。救護車到達時，她的心跳從EMT心臟除顫器恢復過來，情況相似於她的第一次死亡從雷擊恢復。在醫院裡，愛德琳於埃利斯的身邊醒來，這時弗萊明來到，愛德琳告訴她已經把真相告訴埃利斯。
一段時日之後，愛德琳與埃利斯一起出席除夕派對。臨行前，她在走廊的鏡中看到有點奇怪的事，她於燈光之下摘下自己的第一根白髮。顯然地，上次交通意外的過低體溫與心臟除顫器的結合激發了她的正常衰老過程，能夠完成她與埃利斯終於可以同步變老的心願。
最後一幕顯示了流星黛拉比威廉的預測遲了50年，這與威廉再次見到愛德琳時間間隔相同的數目。

## 演員
- 布蕾克·萊芙莉 飾 愛德琳·鮑曼 / 珍妮
- 艾倫·鮑絲汀 飾 弗萊明·普雷斯科特
- 哈里遜·福特 飾 威廉·瓊斯
- 凯茜·贝克 飾 凱西·瓊斯
- 麥可·俞斯曼 飾 埃利斯·瓊斯
- 阿曼達·克魯（英语：Amanda Crew） 飾 琪琪·瓊斯

## 外部連結
- 互联网电影数据库（IMDb）上《時空永恆的愛戀》的资料（英文）
- AllMovie上《時空永恆的愛戀》的资料（英文）
- Box Office Mojo上《時空永恆的愛戀》的資料（英文）
- 爛番茄上《時空永恆的愛戀》的資料（英文）
- Metacritic上《時空永恆的愛戀》的資料（英文）